# اهریمن زیبا
اهریمن زیبا فیلمی است عاشقانه و درام به کارگردانی و نویسندگی اسماعیل کوشان محصول سال ۱۳۴۱ است.

## بازیگران
- آذر حکمت شعار
- علی آزاد
- سهیلا
- رحیم روشنیان
- معزدیوان فکری
- رامین یوسفی
- اصغر تیموری
- ملیحه نصیری
- اسدی
- اکبر جنتی شیرازی
- حسین محسنی